# Nicolás Kissner
Nicolás Ethiel Kissner (Bordenave, Provincia de Buenos Aires, Argentina; 22 de enero de 1988) es un exfutbolista argentino que se desempeñaba como delantero.

## Trayectoria
Nicolás Kissner realizó las divisiones inferiores en el Club Unión de Bordenave, para luego recalar a la edad de 17 años en Centenario de Neuquén, y más tarde en La Plata FC. A partir de aquí, dio el salto a la Primera B Nacional, donde jugó en Defensa y Justicia y Unión de Santa Fe, pero solo pudo tener cierta continuidad en el equipo de Florencio Varela con 9 partidos en su haber. También jugó en Tristán Suárez y Sportivo Italiano, donde logró el ascenso a la Primera B Metropolitana. 
El delantero encontró su máximo rendimiento en Defensores de Cambaceres, donde se forjó como goleador y un jugador importante en la estructura colectiva del equipo, convirtiendo 30 goles en 97 partidos jugados y llevándolo a desarrollar su juego a la Liga Nacional de Guatemala, primera división de aquel país, más precisamente al Deportivo Guastatoya donde anotó 6 goles en un total de 15 partidos. En la temporada 2016/17 se transforma en refuerzo de San Telmo, en su vuelta al país. Luego de representar a Excursionistas, firma para Gimnasia y Esgrima de Darregueira en el año 2018.
En los primeros meses del 2021, luego de su paso por Dock Sud, llega a Berazategui. Con el equipo naranja consiguió el Torneo Clausura 2021, aunque no logró ascender. Finalizado el año, se retiró del fútbol profesional.

## Clubes
| Club                     | País      | Año       |
| ------------------------ | --------- | --------- |
| Centenario de Neuquén    | Argentina | 2007      |
| La Plata FC              | Argentina | 2007-2008 |
| Defensa y Justicia       | Argentina | 2009-2010 |
| Unión de Santa Fe        | Argentina | 2010      |
| Defensores de Cambaceres | Argentina | 2011      |
| Tristán Suárez           | Argentina | 2011      |
| Defensores de Cambaceres | Argentina | 2012-2013 |
| Sportivo Italiano        | Argentina | 2013-2014 |
| Defensores de Cambaceres | Argentina | 2014-2015 |
| Deportivo Guastatoya     | Guatemala | 2015-2016 |
| San Telmo                | Argentina | 2016-2017 |
| Excursionistas           | Argentina | 2017      |
| Gimnasia y Esgrima (D)   | Argentina | 2018      |
| Dock Sud                 | Argentina | 2019-2021 |
| Berazategui              | Argentina | 2021      |

## Palmarés

### Campeonatos nacionales
| Título          | Club              | País      | Año     |
| --------------- | ----------------- | --------- | ------- |
| Primera C       | Sportivo Italiano | Argentina | 2013-14 |
| Torneo Clausura | Berazategui       | Argentina | 2021    |